# 岩谷堂箪笥
岩谷堂箪笥（いわやどうたんす）は、岩手県奥州市江刺で作られる箪笥。1982年には経済産業大臣指定伝統的工芸品に指定された。

## 歴史
岩谷堂家具の起源は平泉が栄えていた頃の康和年間、藤原清衡が平泉に居を移すまでの約30年間、江刺郡豊田館を本拠地とし、産業奨励に力を注いだ時代にさかのぼると伝えられている。
江戸時代の中期天明時代に岩谷堂城主、伊達村将が家臣の三品茂左右衛門に箪笥を作らせた。文政年間には、徳兵衛という鍛冶職人が彫金金具を考案した。
江戸時代には仙台藩の政策により、特産の馬市が振興され多数の他国人が出入りし、他の産物同様岩谷堂箪笥の製作が盛んになった。